# ISO 3166-2:AS
ISO 3166-2:AS – kody ISO 3166-2 dla Samoa Amerykańskiego.
Kody ISO 3166-2 to część standardu ISO 3166 publikowanego przez Międzynarodowa Organizację Normalizacyjną. Kody te są przypisywane głównym jednostkom podziału administracyjnego, takim jak np. województwa czy stany, każdego kraju posiadające kod w standardzie ISO 3166-1. 
Aktualnie (2017) dla Samoa Amerykańskiego nie zdefiniowano kodów dla podjednostek administracyjnych, natomiast Samoa Amerykańskie jako terytorium nieinkorporowane Stanów Zjednoczonych ma dodatkowo kod ISO 3166-2:US wynikający z podziału terytorialnego tego państwa US-AS.